# Saison 3 de Jumanji
Chronologie
Saison 2 de Jumanji
Cet article présente le guide des épisodes de la troisième saison de la série télévisée d'animation Jumanji.

## Épisode 1:Les Trois Peter
- États-Unis : 8 septembre 1998 sur BKN
- France : sur France 2

- L'énigme de la partie à résoudre : « Les tristes morceaux d'une âme brisée attendent la flamme qui viendra les rassembler ».

## Épisode 2:Voyage dans le temps
- États-Unis : 15 septembre 1998 sur BKN
- France : sur France 2

- L'énigme de la partie à résoudre : « Sans passé ni futur, il est très malheureux. Au présent, il est tout bleu ».

## Épisode 3:L'Évadé
- États-Unis : 22 septembre 1998 sur BKN
- France : sur France 2

- L'énigme de la partie à résoudre : « Étrange situation mais ce n'est pas une hallucination. Le voleur est volé et le chasseur chassé ».

## Épisode 4:Peter, le géant de Jumanji
- États-Unis : 29 septembre 1998 sur BKN
- France : sur France 2

- L'énigme de la partie à résoudre : « Une petite transaction augmente votre capital mais ce qui reste est juste à votre taille ».

## Épisode 5:Voyage au fond des mers
- États-Unis : 7 janvier 1999 sur BKN
- France : sur France 2

- L'énigme de la partie à résoudre : « La machine vous emmènera dans les profondeurs mais à vous de renoncer aux splendeurs ».

## Épisode 6:Un monde à l'envers
- États-Unis : 14 janvier 1999 sur BKN
- France : sur France 2

- L'énigme de la partie à résoudre : « Une seule solution, vous en connaissez le prix. Lâchez tout et mettez-vous à l'abri ».

## Épisode 7:Le Parfum envoûtant
- États-Unis : 21 janvier 1999 sur BKN
- France : sur France 2

- Première énigme de la partie à résoudre : « Vous sauvez un être sans défense. Être sauvé sera votre récompense ».
- Deuxième énigme de la partie à résoudre : « Pour le désir et l'amour, tu as sombré dans l'erreur. Pour être sauvée, cherche dans ton for intérieur ».

## Épisode 8:La Sorcière de Jumanji
- États-Unis : 28 janvier 1999 sur BKN
- France : sur France 2

- L'énigme principale de la partie à résoudre : « Il existe toute sorte de remèdes mais votre seule issue est celle qui précède ».
- L'énigme de Mme Desmona à résoudre : « Les mauvaises paroles apporteront si peu. Capitule et jette l'uniforme au feu ».

## Épisode 9:La Vente aux enchères
- États-Unis : 4 février 1999 sur BKN
- France : sur France 2

- L'énigme de la partie à résoudre : « Dans la jungle, l'amitié est un grand bonheur. Quand il n'y a plus d'espoir, mise sur l'intérieur ».

## Épisode 10:La Boule lumineuse
- États-Unis : 11 février 1999 sur BKN
- France : sur France 2

- L'énigme de la partie à résoudre : « La force et l'habileté sont de belles qualités mais les problèmes sont résolus quand elles sont combinées ».

## Épisode 11:L'Effrayant Triangle
- États-Unis : 18 février 1999 sur BKN
- France : sur France 2

- L'énigme de la partie à résoudre : « Ce que tu as devant les yeux n'est pas sûr. Le reflet rend ta vision pure ».

## Épisode 12:La Poupée vaudou
- États-Unis : 25 février 1999 sur BKN
- France : sur France 2

- Première énigme de la partie à résoudre : « Prenez ce qui vous plaît, vous êtes diabolique. Votre seul espoir viendra de la musique ».
- Deuxième énigme de la partie à résoudre : « Le corps restera inerte et de glace tant que la pierre ne sera pas à sa place ».

## Épisode 13:Une vieille histoire
- États-Unis : 4 mars 1999 sur BKN
- France : sur France 2

- Première énigme de la partie à résoudre : « Délivré de la soie, tu n'es plus en danger mais il faut renoncer à ce que tu ne peux protéger ».
- Deuxième énigme de la partie à résoudre : « À la jeunesse et la force succède l'effroi. Deux pattes ne suffisent pas, il en faut trois ».

## Épisode 14:Les Adieux au Jumanji
- États-Unis : 11 mars 1999 sur BKN
- France : sur France 2

- L'énigme principale de la partie à résoudre : « En regardant dans le miroir du passé, vous trouverez la solution tant espérée ».
- L'énigme initiale d'Alan : « Un acte de gentillesse sans condition te sauvera de cette terrible situation ».